# Wiener Stadtliga
De Wiener Stadtliga is een Oostenrijkse voetbalcompetitie en staat gelijk met de vierde klasse.
Er spelen 16 clubs uit de hoofdstad Wenen of uit het aangrenzende Niederösterreich, tenminste als ze lid zijn van de Wiener Fußball-Verband. De kampioen promoveert automatisch naar de Regionalliga Ost. Naast de kampioen van de Wiener Stadtliga promoveert ook de kampioen van de Burgenlandliga en de Landesliga Niederösterreich naar de Regionalliga. Onder de Wiener Stadtliga bevindt zich de Oberliga A en Oberliga B als vijfde hoogste speelklasse voor Weense clubs.

## Geschiedenis en kampioenen van de Wiener Stadtliga
De Wiener Stadtliga bestaat sinds 1985 in het huidige systeem. Daarvoor was de naam Wiener Liga en het klasseniveau verschilde ook van tijd tot tijd.

### Tweede klasse 1946 tot 1950
Van 1946 tot 1949 was de Wiener Liga de tweede hoogste klasse van Oostenrijk. In deze tijd mochten ook enkel clubs uit Wenen deelnemen aan het officiële kampioenschap. De kampioen promoveerde naar de hoogste klasse.
In 1949/50 werd de competitie toegankelijk voor heel Oostenrijk met de Staatsliga A. In dit seizoen was de Wiener Liga voor het laatst, de tweede klasse, naast de nieuwe tweede klassen Landesliga Steiermark, Landesliga Niederösterreich, 1. Klasse Burgenland, Oberösterreicher 1. Klasse, Tauernliga, Tiroler Liga en de Vorarlberger Liga. In tegenstelling tot de kampioen van Wenen die rechtstreeks promoveerde moesten de andere kampioenen het in een eindronde opnemen om de promotie te verkrijgen.
| Jaar | Kampioen                  |
| ---- | ------------------------- |
| 1947 | SC Rapid Oberlaa          |
| 1948 | SC Rasenspieler Hochstädt |
| 1949 | SK Slovan Wien            |
| 1950 | FS Elektra Wien           |

### Derde klasse 1950 tot 1974
In de volgende jaren werd de Wiener Liga de derde klasse onder de Staatsliga B, de Tauernliga en de Arlbegliga. Nadat de Staatsliga B in 1959 werd opgeheven werden de Regionalliga Ost, Mitte en West de tweede hoogste klasse en bleef de Wiener Liga de derde klasse tot 1974.
| Jaar | Kampioen               |
| ---- | ---------------------- |
| 1951 | SC Red Star            |
| 1952 | Wiener AC              |
| 1953 | FC Stadlau             |
| 1954 | SC Red Star            |
| 1955 | SV Olympia 33          |
| 1956 | 1. Schwechater SC      |
| 1957 | FS Elektra Wien        |
| 1958 | KSV Ankerbrot          |
| 1959 | Floridsdorfer AC       |
| 1960 | Nußdorfer AC           |
| 1961 | ASV Wienerberg         |
| 1962 | SC Rapid Oberlaa       |
| 1963 | Philips Wien           |
| 1964 | SC Rapid Oberlaa       |
| 1965 | SC Helfort             |
| 1966 | FC Wien                |
| 1967 | SC Red Star            |
| 1968 | Nußdorfer AC           |
| 1969 | ASV Wienerberg         |
| 1970 | FS Elektra Wien        |
| 1971 | SC Hinteregger         |
| 1972 | Prater SV              |
| 1973 | ESV Ostbahn/Olympia XI |
| 1974 | Landstraßer AC         |

### Vierde klasse 1974 tot 1980
Door de invoering van de Bundesliga in 1974 die de eerste en tweede klasse omvatte werd de Regionalliga de derde klasse en de Wiener Liga de vierde klasse.
| Jaar | Kampioen          |
| ---- | ----------------- |
| 1975 | FS Elektra Wien   |
| 1976 | SV Wienerberger   |
| 1977 | Favoritner AC     |
| 1978 | Slovan/HAC        |
| 1979 | SR Donaufeld Wien |
| 1980 | Landstraßer AC    |

### Derde klasse 1980 tot 1985
Tussen 1980 en 1985 werd de Wiener Liga weer een derde klasse en kwam zo op het niveau van de Regionalliga..
| Jaar | Kampioen          |
| ---- | ----------------- |
| 1981 | Favoritner AC     |
| 1982 | SR Donaufeld Wien |
| 1983 | 1. Schwechater SC |
| 1984 | 1. Schwechater SC |
| 1985 | 1. Schwechater SC |

### Vierde klasse vanaf 1985
Sinds 1985 is de Wiener Stadtliga opnieuw de vierde hoogste klasse, net onder de Regionalliga Ost.
| Jaar | Kampioen            |
| ---- | ------------------- |
| 1986 | SR Donaufeld Wien   |
| 1987 | Slovan/HAC          |
| 1988 | Gaswerk             |
| 1989 | Wacker/Gr. Viktoria |
| 1990 | SC Red Star         |
| 1991 | FC ÖMV Stadlau      |
| 1992 | SV Wienerfeld       |
| 1993 | Slovan/HAC          |
| 1994 | SV Gerasdorf        |
| 1995 | Admira Landhaus     |
| 1996 | SR Donaufeld Wien   |
| 1997 | Floridsdorfer AC    |
| 1998 | Prater SV           |
| 1999 | 1. Simmeringer SC   |
| 2000 | FC ÖMV Stadlau      |
| 2001 | Wiener Sportclub    |
| 2002 | 1. Simmeringer SC   |
| 2003 | DSV Fortuna 05      |
| 2004 | PSV Team für Wien   |
| 2005 | SV Donau Wien       |
| 2006 | SK Rapid Amateure   |
| 2007 | SV Wienerberger     |